# Janez Valkenburški
Janez Valkenburški, imenovan tudi Johan Valkenburško-Bütgenbaški, vitez iz 14. stoletja iz plemiške rodbine Valkenburških-Heinsberških.
, * okoli 1313, Valkenburg (?), † 10. avgust 1352 Monschau.
Med drugim je bil gospod Valkenburški in Monschauvski - Bütgenbaški. Njegova kratka vladavina je povzročila konec neodvisne dežele Valkenburg.

## Biografski oris
O življenju Janeza ali Johana Valkenburškega je znanega zelo malo. Kot mlajši sin Reinalda Valkenburškega je leta 1333 podedoval graščino Bütgenbach, ki se danes nahaja v belgijskih vzhodnih kantonih. Tako kot njegov starejši brat Ditrih je tudi Janez kot plačanec na čelu čete oboroženih konjenikov sodeloval v bojih v stoletni vojni. Leta 1337 je odpotoval v Anglijo kot odposlanec grofa Otona II. Gelderskega, kjer je nekaj časa preživel na dvoru  Edvarda III. Angleškega. 23. aprila 1340 je skupaj s svojim bratom in njunim stricem Janezom, gospodom Bornskim in Susterenskim, napovedal vojno francoskemu kralju. Nato sta se skupaj bojevala v Flandriji in severni Franciji. Sodeloval je tudi leta 1344, skupaj z Viljemom IV. Holandskim-Zelandskim, v tako imenovani pruskem pohodu, nekakšni križarski vojni Tevtonskega reda proti poganskim Litovcem in Prusom.
Okoli leta 1340 se je v Bergnu op Zoom poročil z Ivano Voorneško, hčerko Alberta Voorneškega in Matilde Wesemaelske. Ivana je bila nečakinja Matilde Voorneške, bratove žene. Ta poroka je Janezu omogočila, da se je imenoval gospod Bergen op Zooma. Po smrti Ditriha IV. je bil tudi gospod Valkenburški in Monschauvski. V mestu Sankt Vith, posesti Valkenburžanov od leta 1270, je dal zgraditi grad in utrdbe. Leta 1350 je Sankt Vithu podelil mestne pravice. Dve leti kasneje, v letu Janezove smrti, je tudi Monschau dobil mestne pravice.
25. julija 1347 je bil Janez prisoten v Aachnu, ko je cesar Karel IV. potrdil privilegije tega mesta. Čez dva tedna mu je cesar v listini dodelil skrbništvo nad mestom, v kateri je imenoval Janeza consanguineus et fidelis (»moj sorodnik in zvesti«). 
Janez je umrl poleti 1352, star še ne 40 let, in za seboj pustil bankrotirano deželo. Pokopan je bil v samostanu Reichenstein  blizu Monschaua, kjer je bila nuna njegova sestra Elizabeta. Ker je zakon Janeza Valkenburškega in Ivane Voorneške ostal brez otrok, se je Kleveška linija rodbine Valkenburških-Heinsberških leta 1352 končala in izbruhnila je bitka za nasledstvo Valkenburga. Po več turbulentnih desetletjih je leta 1378 to deželo pripeljalo do priključitve vojvodini Brabant.